# Coendou sanctamartae
Coendou sanctamartae és una espècie de mamífer rosegador de la família dels porcs espins del Nou Món. Viu al nord de Colòmbia i, probablement, a les parts adjacents de Veneçuela. El seu hàbitat natural són els boscos secs. Es desconeix si hi ha cap amenaça significativa per a la supervivència d'aquesta espècie.
El seu nom específic, sanctamartae, es refereix a la Sierra Nevada de Santa Marta, sistema muntanyós del nord de Colòmbia on es trobaren els primers exemplars d'aquest animal.